# Verwaltungsgemeinschaft Mittelland
In der Verwaltungsgemeinschaft Mittelland waren die Gemeinden Barleben, Ebendorf und Meitzendorf im sachsen-anhaltischen Ohrekreis zusammengeschlossen. Der Name leitet sich ab von der Höhenlage genau zwischen den Gebieten der ehemaligen Verwaltungsgemeinschaft Niedere Börde und der Verwaltungsgemeinschaft Hohe Börde. Am 1. Juli 2004 wurde die Verwaltungsgemeinschaft aufgelöst, indem die Mitgliedsgemeinden freiwillig die neue Einheitsgemeinde Mittelland bildeten. Sie wurde am 2. Juli 2005 in Barleben umbenannt.